# Walter Robert Corti
Walter Robert Corti (* 11. September 1910 in Dübendorf; † 12. Januar 1990 in Winterthur) war ein Schweizer Philosoph und Publizist.

## Leben
Corti war der Sohn des aus dem Tessin stammenden Chemikers und Entomologen Arnold Corti (1873–1932) und der aus dem westfälischen Iserlohn stammenden Bethelschwester Helene Stamm (1878–1948). Er was das jüngste von vier Geschwistern: das älteste war die Schwester Ida Corti-Suter (1899–1934), die Brüder waren der Chemiker und Ornithologe Ulrich Arnold Corti (1904–1969) und der Industrielle Wilhelm Corti-Gafafer (1907–1990).

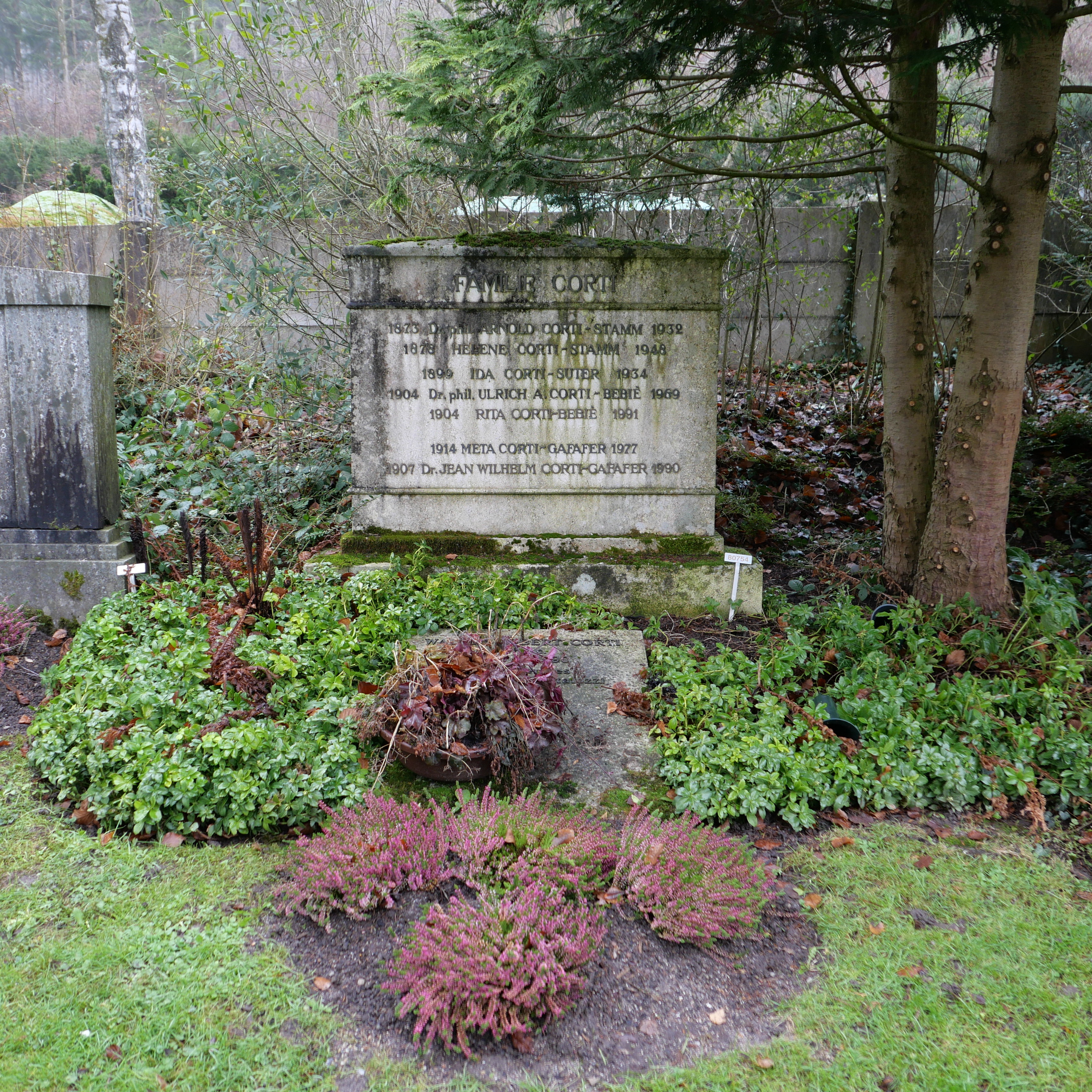
Das Familiengrab

Nach einem krankheitsbedingt abgebrochenen Medizinstudium war er 1942 bis 1957 Redaktor der Schweizer Kulturzeitschrift Du. Darin publizierte er einen Aufruf, der 1945 zur Gründung des Kinderdorfes Pestalozzi in Trogen AR führte.
1946 heiratete er Anuti Bonzo (geb. 3. November 1918), sie unterstützte nach seinem Tod das Kinderdorf weiter.
1957 wurde er zum Ehrendoktor der Universität Tübingen ernannt. 1970 bekam er den Kulturpreis der Stadt Winterthur und 1980 den Carl-Heinrich-Ernst-Kunstpreis. Corti war mit der Kinderärztin Marie Meierhofer eng befreundet.
Der Nachlass von Walter Robert Corti befindet sich in der Zentralbibliothek Zürich. Seine letzte Ruhestätte fand Corti auf dem Friedhof Fluntern. In dem Familiengrab sind auch seine Eltern und Geschwister sowie die Ehefrauen der beiden Brüder bestattet.